# والتر فيلبس
والتر فيلبس (بالإنجليزية: Walter Phelps)‏ هو ضابط أمريكي، ولد في 29 أكتوبر 1832 في كونيتيكت في الولايات المتحدة، وتوفي في 28 فبراير 1878 في نيويورك في الولايات المتحدة.